# Atlético Madrid

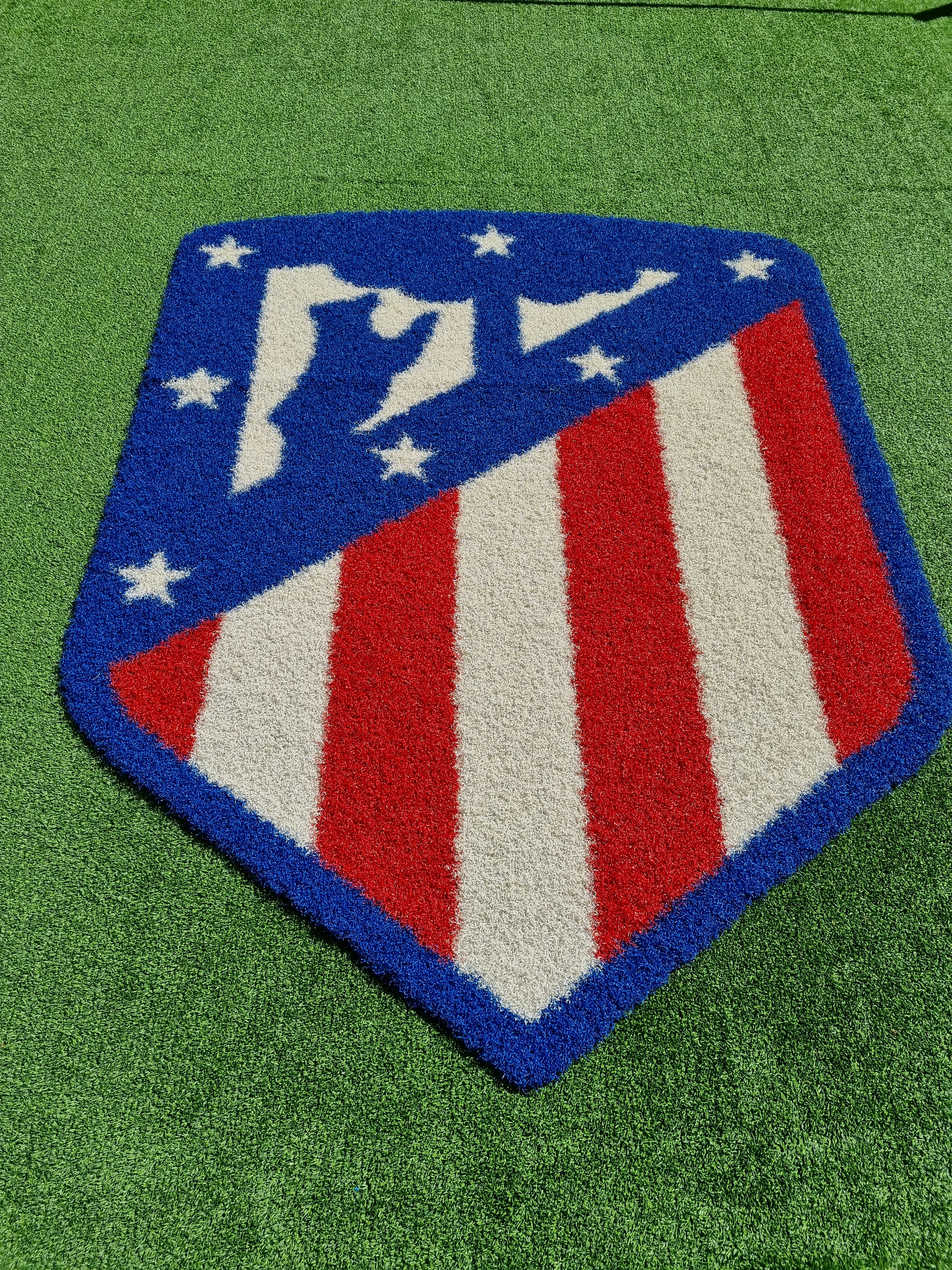
Logo van Atlético (2017–2024)

Club Atlético de Madrid Sociedad Anónima Deportiva is een Spaanse voetbalclub uit Madrid. De club werd opgericht op 26 april 1903 als Athletic Club de Madrid. De wedstrijden worden gespeeld in het Cívitas Metropolitano. De bijnamen van de club zijn Los Colchoneros en Los Rojiblancos. In het Nederlands taalgebied wordt de club Atlético Madrid genoemd.
Atlético Madrid won elf keer de Primera División, tien keer de Copa del Rey, twee keer de Supercopa de España, drie keer de UEFA Europa League, drie keer de UEFA Super Cup, een keer de European Cup Winners Cup en een keer de wereldbeker voor clubteams. Atlético is de enige club die de wereldbeker wist te winnen zonder daarvoor de Europacup I/UEFA Champions League te hebben gewonnen.
Atlético Madrid heeft ook een tweede team, Atlético Madrid B (ook wel Atlético Madrileño genoemd), dat uitkomt in de Segunda División B en een derde team, Atlético Madrid C (ook wel Atlético Aviación genoemd), dat uitkomt in de Tercera División Grupo 7.

## Geschiedenis

### Beginjaren
In 1903 werd Atlético Madrid door drie Baskische studenten opgericht als dochterclub van het Baskische Athletic Club onder de naam Athletic Club de Madrid. Pas in 1920 werd de club onafhankelijk. Men speelde in het zuiden van de stad op Vallecas, totdat in 1923 het stadion van de metro-maatschappij, Estadio Metropolitano, in het westen van Madrid werd gehuurd. In de jaren dertig ging Athletic op en neer tussen Primera División en Segunda Division. Na de Spaanse Burgeroorlog waarin Athletic veel spelers had verloren werd de club in 1939 samengevoegd met Aviación Nacional uit Zaragoza, de voetbalclub van de Spaanse luchtmacht tot Athletic Aviación de Madrid. De club kreeg een plaats in de Primera División terug in plaats van Real Oviedo, waarvan het stadion in de oorlog was verwoest en dat bovendien een bolwerk van verzet tegen Franco was geweest. Prompt won Athletic Avación in 1940 en 1941 de landstitel, waarna de naam onder dwang van Franco werd gewijzigd in het Spaansere Atlético Aviación de Madrid. In 1947 werd de club losgekoppeld van de luchtmacht en kreeg het de huidige naam, Club Atlético de Madrid. Ook onder deze naam bleef de club succesvol met twee landstitels tijdens het bewind van de beroemde trainer Helenio Herrera. In 1958 speelde de club voor het eerst Europees voetbal als nummer 2 van de Spaanse Primera División omdat Real Madrid zowel de titel als de Europacup I won. Daarin speelde Atlético Madrid haar thuiswedstrijden in het Estadio Santiago Bernabéu van Real omdat het eigen stadion niet over een kunstlichtinstallatie beschikt. Pas de halve finale tegen Real Madrid zelf werd wel in Metropolitano afgewerkt.

### Vicente Calderón
In de jaren zestig en zeventig was Atlético Madrid onder voorzitter en naamgever van het voormalige stadion, Vicente Calderón, echter het succesvolst. Het begon met het winnen van de Copa El Generalísimo in 1960 en 1961. Daarmee werd deelname aan de Europacup II afgedwongen, die in 1962 over twee finalewedstrijden tegen Fiorentina gewonnen werd, onder andere met een doelpunt van grote ster Gárate. Van 1966 tot 1977 volgden nog vier kampioenschappen en in 1974 werd de Europacup I gemist in twee finales tegen Bayern München, dat in de eerste partij ook pas in de laatste minuut gelijkmaakte. In dat jaar 1974 werd zelfs de wereldbeker gewonnen. Daarmee zorgde Atlético voor een unicum. De club is namelijk de enige in de geschiedenis die zonder ooit de Europacup I (of UEFA Champions League of CONMEBOL Libertadores) te hebben gewonnen, de wereldbeker won. Omdat Europacup I-winnaar Bayern München geen zin had in de lange reis naar Zuid-Amerika, werd de verliezend finalist Atlético afgevaardigd, zoals vaker in de jaren zeventig gebeurde. Atlético Madrid was echter de enige die als verliezend Europacup I-finalist de wereldbeker wist te winnen. 

### Jesús Gil y Gil
Zeer geruchtmakend was na 1987 de periode van het voorzitterschap van de excentrieke zakenman Jesus Gil y Gil. Deze kwam meestal in het nieuws door corruptiepraktijken, zware beledigingen en het ontslaan (of het opstappen) van ontelbare trainers. Een van de slachtoffers was Francisco Maturana, die aantrad na de voortijdige uitschakeling met Colombia bij het WK voetbal 1994 in de Verenigde Staten. De Colombiaan nam op 30 oktober van dat jaar ontslag na de thuisnederlaag tegen Real Betis (0-2). Dat betekende de zesde competitienederlaag in negen wedstrijden, waardoor Atlético met vijf punten op de derde plaats van onderen stond. De opvolger van Maturana was de Argentijn Jorge d'Allesandro, die aan het einde van het seizoen 1993/94 al eens korte tijd trainer was van de club. Het was voor de 25ste keer sinds 1987, toen voorzitter Gil y Gil aan het bewind kwam, dat er een trainerswissel bij Atlético plaatsheeft.
Toch beleefde de club in het jaar 1996 nog het beste seizoen uit de historie met een double, de negende landstitel en de negende bekerwinst. In 2000 degradeerde de club, ondanks de vele doelpunten van Jimmy Floyd Hasselbaink, voor twee seizoenen, een periode die bij Atlético Madrid bekendstaat als dos años en el infierno (twee jaar in de hel). In 2003 moest Gil y Gil de club verlaten (een jaar later overleed hij) en werd hij opgevolgd door een intimus: Enrique Cerezo. Ook hij kon de rust niet doen terugkeren binnen de club. Door veel supporters wordt het bestuur gekarakteriseerd als "Los Gil", oftewel de volgelingen van Gil y Gil. Onder de leiding van Cerezo heeft de club een aantal nieuwe projecten gestart met veel nieuwe trainers en vooral veel nieuwe spelers, maar het succes is niet teruggekomen en de financiële lasten zijn alleen maar groter geworden.

### Recente historie
De resultaten van Atlético Madrid bleven ondanks bekende trainers als zoals Bianchi en Aguirre tegenvallen. Opmerkelijk was nog dat op 5 januari 2006 een bekerwedstrijd voor de achtste finales tegen Real Zaragoza een week werd uitgesteld, omdat veertien spelers van Atlético geveld waren door een voedselvergiftiging. Uiteindelijk verloren de Madrilenen toch. In de zomer van 2007 werd sterspeler Fernando El Niño Torres verkocht aan Liverpool. De transfersom van 36 miljoen euro die Atlético hiervoor ontving maakte het mogelijk om een aantal nieuwe spelers aan te trekken. Voor de spitspositie werd de Uruguayaan Diego Forlán (Villarreal) gecontracteerd om samen met Kun Agüero een spitsenduo te vormen. Bovendien versterkte de club zich met Simão Sabrosa (SL Benfica), José Antonio Reyes (Real Madrid), Luis Garcia (Liverpool), Raúl García (CA Osasuna) en de minder bekende Cléber Santana Loureiro (Santos). Via de UEFA Intertoto Cup behaalde Atlético Madrid een plaats in de UEFA Cup, zodat de club voor het eerst in jaren weer Europees voetbal speelde. Ook in de Primera División deed Atlético het in het seizoen 2007/08 bijzonder goed. Ondanks toch wel wisselvallige resultaten eindigde de club uiteindelijk op de vierde plaats. Men kwalificeerde zich zodoende voor de voorronde UEFA Champions League. Plannen voor een nieuw stadion liggen weer in de ijskast na de afwijzing van Madrid voor de Olympische Spelen 2016.
In het seizoen 2009/10 presteerde de ploeg wisselvallig. Dit leidde ertoe dat trainer en voormalig doelman Abel Résino werd ontslagen en werd opgevolgd door Quique Sánchez Flores. Deze oud-Benfica trainer kreeg het team, onder meer door een hergeboorte van José Antonio Reyes, weer op de rit. In de competitie kwamen de Colchoneros niet verder dan de middenmoot, maar in Europa en de Copa del Rey deed de ploeg het wél uitstekend. Zo legde Atlético op 12 mei beslag op de UEFA Europa League. In de finale werd het Engelse Fulham na verlenging met 2-1 verslagen. Diego Forlán werd verkozen tot Man of the Match. Atlético werd zo de eerste officiële winnaar van de UEFA Europa League en was het de vierde keer dat de club een internationale prijs wist te winnen.
Daarnaast speelde het op 19 mei 2010 de finale van de Copa del Rey tegen Sevilla. Deze finale vond plaats in Camp Nou en Atlético verloor de wedstrijd met 2-0. Desondanks zorgden de vijftigduizend meegereisde Atlético-supporters voor een ongelooflijke sfeer, zowel tijdens als na de wedstrijd.
Op 9 mei 2012 won Atlético voor de tweede maal in drie jaar de UEFA Europa League, door de finale in Boekarest met 3-0 te winnen van Athletic Bilbao, dankzij doelpunten van Falcao (2x) en Diego.
De tiende landstitel behaalde Atlético op de laatste speeldag van het seizoen 2013/2014. Het speelde in de slotwedstrijd in en tegen FC Barcelona gelijk. Als Barcelona deze wedstrijd had gewonnen, zou die ploeg kampioen zijn geworden.
Veertig jaar na de verloren Europacup I-finale tegen Bayern München speelde Atletico Madrid op 24 mei 2014 voor de tweede keer in de eindstrijd van het toernooi, inmiddels omgevormd tot de UEFA Champions League. Stadgenoot Real Madrid was in deze finale de tegenstander. Atletico kwam in de eerste helft dankzij een kopbal van Diego Godín, waarna Sergio Ramos Real in de derde minuut van de blessuretijd op gelijke hoogte bracht. Na vijf minuten van de tweede verlenging zette Gareth Bale Atletico vervolgens op achterstand. Doelman Thibaut Courtois verhinderde in eerste instantie een schot van Ángel Di María, maar de Welshman kopte de afvallende bal alsnog binnen. Marcelo en Cristiano Ronaldo (strafschop) maakten er in de resterende tien minuten 3-1 en 4-1 voor Real Madrid van.
Twee jaar later speelde Atlético Madrid ook de finale van de Champions League in 2015/16, opnieuw tegen Real Madrid. Real kwam in de 15e minuut op voorsprong door een doelpunt van Sergio Ramos. Yannick Ferreira Carrasco maakte in de 79e minuut gelijk. Ook na de verlengingen bleef de stand 1-1, waarna de finale werd beslist middels een strafschoppenreeks. Tot 4-3 voor Real scoorde elke speler. Daarna miste Juanfran zijn strafschop, waarna Cristiano Ronaldo de beslissende strafschop benutte.
Op 6 mei 2018 ging Atlético Madrid tegen RCD Espanyol (0-2) voor het eerst in achttien wedstrijden in La Liga onderuit in het nieuwe stadion Estadio Wanda Metropolitano, waar het speelde sinds het najaar van 2017. In de voorgaande zeventien wedstrijden werd twaalf keer gewonnen en vijf keer gelijkgespeeld.
Op 16 mei 2018 speelde Atlético de finale van de UEFA Europa League 2017/18 tegen Olympique Marseille in Parc Olympique Lyonnais, Lyon. Atlético won de wedstrijd met 0-3 na twee doelpunten van Antoine Griezmann en een doelpunt van Gabriel Fernández.

## Erelijst
| Internationaal                      |     | |
| Wereldbeker voor clubteams          | 1x  | 1974 (Atlético verving als verliezend finalist Europacup I-winnaar Bayern München, dat niet deel wilde nemen)               |
| Europacup I / UEFA Champions League | 0x  | Finalist in 1974, 2014 en 2016 (recordhouder van het spelen van meeste finales zonder het toernooi ooit te hebben gewonnen) |
| UEFA Super Cup                      | 3x  | 2010, 2012, 2018 |
| European Cup Winners' Cup           | 1x  | 1962 |
| UEFA Europa League                  | 3x  | 2010, 2012, 2018 |
| UEFA Intertoto Cup                  | 1x  | 2007 (1 van 11) |
| Nationaal                           |     | |
| Primera División                    | 11x | 1940, 1941, 1950, 1951, 1966, 1970, 1973, 1977, 1996, 2014, 2021                                                            |
| Copa del Rey                        | 10x | 1960, 1961, 1965, 1972, 1976, 1985, 1990/91, 1991/92, 1995/96, 2012/13                                                      |
| Supercopa de España                 | 4x  | 1940 (als Copa de Campeones), 1951 (als Copa Eva Duarte), 1985, 2014                                                        |
| Segunda División A                  | 1x  | 2002 |
| Regionaal                           |     | |
| Campeonato Centro                   | 4x  | 1921, 1925, 1928, 1940 |

## Clubcultuur

### Tenue

#### Historische achtergrond
Het eerste tenue van Atlético Madrid bestond uit een shirt dat voor de helft blauw en voor de helft wit was. Dit shirt was destijds gelijk aan het shirt van Athletic Club wat het shirt had gekopieerd van het Engelse Blackburn Rovers. In 1911 kwam de club in het huidige rood-wit te spelen nadat de afgezant van Athletic in Engeland geen shirts van Blackburn Rovers kon kopen en uiteindelijk koos voor de shirts van Sunderland. Vanaf dat moment speelde Atlético (en Athletic Club) in het rood-wit ook al is het blauwe van Blackburn nog terug te vinden in de broek van de Madrileense club.

#### Huidige tenue
Het huidige thuistenue van Atlético Madrid bestaat uit een rood-witgestreept shirt met blauwe broek en rode kousen. Dit shirt is over de jaren heen altijd zo geweest, zij het dat het aantal rode en witte strepen vaker van aantal is veranderd. Van dit tenue komt de bijnaam "Los Colchoneros" voor Atlético: in Spanje werden vroeger veel matrassen verkocht die een rood-witgestreepte matrashoes hadden. 'Colchón' is het Spaanse woord voor matras. Voor het aankomende seizoen heeft het shirt met rood-witte banen een kraag.
| Periode    | Kledingsponsor | Shirtsponsor               |
| ---------- | -------------- | -------------------------- |
| 1982-1983  | Meyba          |                            |
| 1983-1988  | Puma           |                            |
| 1988-1990  | Puma           | Mita                       |
| 1990-1993  | Puma           | Marbella                   |
| 1993-1994  | Puma           | Attenta Télévision         |
| 1994-1996  | Puma           | Marbella                   |
| 1996-1997  | Puma           | Bandai                     |
| 1997-1998  | Puma           | Marbella                   |
| 1998-2000  | Reebok         | Marbella                   |
| 2000-2001  | Reebok         | Idea                       |
| 2001-2002  | Nike           | Idea                       |
| 2002-2003  | Nike           |                            |
| 2003-2005  | Nike           | Columbia Pictures          |
| 2005-2011  | Nike           | Kia                        |
| 2011-2013  | Nike           |                            |
| 2013-2015  | Nike           | Azerbaijan, a land of fire |
| 2015-2023  | Nike           | Plus500                    |
| 2018-heden | Nike           | Hyundai Motors             |
| 2019-heden | Nike           | Ria Money Transfer         |
| 2021-heden | Nike           | Save the Children's        |
| 2023-heden | Nike           | Riyadh Air                 |

#### Sponsoring
In 1987 was Mita de eerste shirtsponsor van Atlético Madrid. Mita is een merk van printers, kopieerapparaten en andere tekstproduceermachines.
In 1989 was Marbella voor het eerst op het shirt te zien van de club. De toenmalige voorzitter, Jesús Gil y Gil was burgemeester van deze stad en wilde haar zo promoten. Gil y Gil is overigens later aangeklaagd door de Spaanse justitie voor het doorsluizen van gemeenschapsgelden naar Atlético Madrid. Marbella was de sponsor tot 1996.
Tussendoor was in 1993/94 de Spaanse televisiezender Antena 3 een jaar lang de shirtsponsor.
In 1996 was voor een jaar het Japanse merk Bandai shirtsponsor. Bandai was producent van de hype Tamagotchi wat ook tijdens het seizoen 1996/97 op het shirt stond.
Vanaf 2000/01 tot en met 2002/03 was Idea de sponsor. Dit is een Spaanse distributeur van huishoudelijke apparaten.
Van 2003 tot 2005 was de Amerikaanse filmmaatschappij Columbia Pictures shirtsponsor van Atlético Madrid. Om de zoveel tijd werd de sponsorbedrukking aangepast aan de film die Columbia Pictures dan uitbracht. De films die op het shirt van Atlético zijn verschenen zijn Bad Boys II, Bewitched, Big Fish, Closer, European Gigolo, Gothika, Hellboy, Hitch, Hollywood Homicide, Resident Evil 2: Apocalypse, Spanglish, Spider-Man 2 en S.W.A.T.. De sponsoring met Spider-Man 2 leverde Atlético een waarschuwing van de Europese voetbalbond UEFA op. In de reglementen van de UEFA staat dat de reclame 200 vierkante centimeter mag vullen op de voorzijde van het shirt. De Spider-Man waarmee de club in de Intertoto Cup-wedstrijden tegen het Tsjechische FC Tescoma Zlín op het shirt speelde bedekte de hele voorzijde van het tenue. Atlético gaf direct gehoor aan de waarschuwing en paste de sponsoropdruk aan.
Van 2005 tot en met seizoen 2010/11 was Kia de shirtsponsor. Kia is een Zuid-Koreaanse producent van auto's en onderdeel van het concern Hyundai Motor Company.
Van 2012/13 was Azerbeidzjan: Land of Fire hoofdsponsor en dit tot en met het seizoen 2014/15.
Vanaf het seizoen 2015/16 speelt Atlético Madrid met Plus 500. Plus 500 is een Online verdeler van Europese verzekeringen

### Clublied
| Spaans                                  | Vertaling                                       |
| Atleti, Atleti, Atlético de Madrid,     | Atleti, Atleti, Atlético de Madrid              |
| Atleti, Atleti, Atlético de Madrid,     | Atleti, Atleti, Atlético de Madrid              |
| Jugando, ganando, peleas como el mejor, | Voetballend, winnend, je vecht als de beste,    |
| porque siempre la afición,              | omdat de fans altijd,                           |
| se estremece con pasión,                | met hun passie angst aanjagen,                  |
| cuando quedas entre todos campeón,      | zodat je van iedereen kampioen bent,            |
| y se ve frente al balón,                | en men aan de bal kan zien,                     |
| un equipo de verdad,                    | een echt team,                                  |
| que esta tarde de ambiente llenará.     | dat deze middag door de sfeer wordt bevangen.   |
| Yo me voy al Manzanares,                | Ik ga naar de Manzanares,                       |
| al Estadio Vicente Calderón,            | naar het Estadio Vicente Calderón,              |
| donde acuden a millares,                | waar duizenden bijeenkomen,                     |
| los que gustan del fútbol de emoción    | zij die van voetbal met emoties houden,         |
| Porque luchan como hermanos,            | want zij vechten als broers,                    |
| defendiendo su colores,                 | om hun kleuren te verdedigen,                   |
| en un juego noble y sano,               | met een nobel en gezond spel,                   |
| derrochando coraje y corazón.           | terwijl men dapper en met het hart alles geeft. |
| Atleti, Atleti, Atlético de Madrid...   | Atleti, Atleti, Atlético de Madrid...           |

* Vertaling gemaakt door de Nederlandse fanclub (atleticomadrid.nl)

## Eerste elftal

### Selectie
| Nr.           | Naam               | Sinds      | Contract   | Vorige club      |
| Doelmannen    | Doelmannen         | Doelmannen | Doelmannen | Doelmannen       |
| ------------- | ------------------ | ---------- | ---------- | ---------------- |
| 1             | Juan Musso         | 2024       | 2028       | Atalanta Bergamo |
| 13            | Jan Oblak          | 2014       | 2028       | SL Benfica       |
| Verdedigers   |                    |            |            |                  |
| 2             | José María Giménez | 2013       | 2028       | Danubio FC       |
| 15            | Clément Lenglet    | 2024       | 2028       | FC Barcelona     |
| 16            | Nahuel Molina      | 2022       | 2027       | Udinese          |
| 17            | Dávid Hancko       | 2025       | 2030       | Feyenoord        |
| 21            | Javi Galán         | 2023       | 2026       | Celta de Vigo    |
| 24            | Robin Le Normand   | 2024       | 2029       | Real Sociedad    |
| –             | Marc Pubill        | 2025       | 2030       | UD Almería       |
| –             | Matteo Ruggeri     | 2025       | 2030       | Atalanta Bergamo |
| Middenvelders |                    |            |            |                  |
| 4             | Conor Gallagher    | 2024       | 2029       | Chelsea FC       |
| 6             | Koke               | 2011       | 2026       |                  |
| 8             | Pablo Barrios      | 2023       | 2030       |                  |
| 14            | Marcos Llorente    | 2019       | 2027       | Real Madrid      |
| –             | Thiago Almada      | 2025       | 2030       | Botafogo FR      |
| –             | Johnny Cardoso     | 2025       | 2030       | Real Betis       |
| Aanvallers    |                    |            |            |                  |
| 7             | Antoine Griezmann  | 2023       | 2027       | FC Barcelona     |
| 9             | Alexander Sørloth  | 2024       | 2028       | Villarreal CF    |
| 10            | Álex Baena         | 2025       | 2030       | Villarreal CF    |
| 18            | Carlos Martín      | 2023       | 2029       |                  |
| 19            | Julián Álvarez     | 2024       | 2030       | Manchester City  |
| 22            | Giuliano Simeone   | 2022       | 2028       |                  |

Laatste update: 31 juli 2025

### Staf
| Functie            | Naam             | Sinds | Contract | Vorige club                 |
| ------------------ | ---------------- | ----- | -------- | --------------------------- |
| Hoofdtrainer       | Diego Simeone    | 2011  | 2027     | Racing Club de Avellaneda   |
| Assistent-trainers | Hernán Bonvicini | 2020  | 2027     | CD Godoy Cruz Antonio Tomba |
| Assistent-trainers | Nelson Vivas     | 2018  | 2027     | Defensa y Justicia          |
| Keeperstrainer     | Pablo Vercellone | 2011  | 2027     |                             |

Laatste update: 24 juli 2025

## Overzichtslijsten

### Eindklasseringen sinds 1940
- 1940 1e
Primera División
- 1941 1e
Primera División
- 1942 3e
Primera División
- 1943 8e
Primera División
- 1944 2e
Primera División
- 1945 3e
Primera División
- 1946 7e
Primera División
- 1947 3e
Primera División
- 1948 3e
Primera División
- 1949 4e
Primera División
- 1950 1e
Primera División
- 1951 1e
Primera División
- 1952 4e
Primera División
- 1953 8e
Primera División
- 1954 11e
Primera División
- 1955 8e
Primera División
- 1956 5e
Primera División
- 1957 5e
Primera División
- 1958 2e
Primera División
- 1959 5e
Primera División
- 1960 5e
Primera División
- 1961 2e
Primera División
- 1962 3e
Primera División
- 1963 2e
Primera División
- 1964 7e
Primera División
- 1965 2e
Primera División
- 1966 1e
Primera División
- 1967 4e
Primera División
- 1968 6e
Primera División
- 1969 6e
Primera División
- 1970 1e
Primera División
- 1971 3e
Primera División
- 1972 4e
Primera División
- 1973 1e
Primera División
- 1974 2e
Primera División
- 1975 6e
Primera División
- 1976 3e
Primera División
- 1977 1e
Primera División
- 1978 6e
Primera División
- 1979 3e
Primera División
- 1980 13e
Primera División
- 1981 3e
Primera División
- 1982 8e
Primera División
- 1983 3e
Primera División
- 1984 4e
Primera División
- 1985 2e
Primera División
- 1986 5e
Primera División
- 1987 4e
Primera División
- 1988 3e
Primera División
- 1989 4e
Primera División
- 1990 4e
Primera División
- 1991 2e
Primera División
- 1992 3e
Primera División
- 1993 6e
Primera División
- 1994 12e
Primera División
- 1995 14e
Primera División
- 1996 1e
Primera División
- 1997 5e
Primera División
- 1998 7e
Primera División
- 1999 13e
Primera División
- 2000 19e
Primera División
- 2001 4e
Segunda División
- 2002 1e
Segunda División
- 2003 12e
Primera División
- 2004 7e
Primera División
- 2005 11e
Primera División
- 2006 10e
Primera División
- 2007 7e
Primera División
- 2008 4e
Primera División
- 2009 4e
Primera División
- 2010 9e
Primera División
- 2011 7e
Primera División
- 2012 5e
Primera División
- 2013 3e
Primera División
- 2014 1e
Primera División
- 2015 3e
Primera División
- 2016 3e
Primera División
- 2017 3e
Primera División
- 2018 2e
Primera División
- 2019 2e
Primera División
- 2020 3e
Primera División
- 2021 1e
Primera División
- 2022 3e
Primera División
- 2023 3e
Primera División
- 2024 4e
Primera División
- 2025 3e
Primera División

- Primera División
- Segunda División

### Atlético in Europa
Atlético speelt sinds 1958 in diverse Europese competities. Hieronder staan de competities en in welke seizoenen de club deelnam. De edities die Atlético heeft gewonnen zijn vetgedrukt.
Champions League (16x)
1996/97, 2008/09, 2009/10 2013/14 2014/15 2015/2016, 2016/17, 2017/18, 2018/19, 2019/20, 2020/21, 2021/22, 2022/23, 2023/24, 2024/25, 2025/26
Europacup I (5x)
1958/59, 1966/67, 1970/71, 1973/74, 1977/78
Europa League (5x)
2009/10, 2010/11, 2011/12, 2012/13, 2017/18
Europacup II (9x)
1961/62, 1962/63, 1965/66, 1972/73, 1975/76, 1976/77, 1985/86, 1991/92, 1992/93
UEFA Cup (15x)
1971/72, 1974/75, 1979/80, 1981/82, 1983/84, 1984/85, 1986/87, 1988/89, 1989/90, 1990/91, 1993/94, 1997/98, 1998/99, 1999/00, 2007/08
Intertoto Cup (2x)
2004, 2007
Jaarbeursstedenbeker (4x)
1963/64, 1964/65, 1967/68, 1968/69
UEFA Super Cup (3x)
2010, 2012, 2018
Bijzonderheden Europese competities:
| Bijzonderheid                 | Datum      | Tegenstander         | Uitslag | Plaats    | Naam              | Aantal |
| ----------------------------- | ---------- | -------------------- | ------- | --------- | ----------------- | ------ |
| Hoogste overwinning           | 17-09-1958 | Dublin City FC       | 8-0     | Madrid    |                   |        |
| Hoogste nederlaag             | 15-05-1963 | Tottenham Hotspur FC | 1-5     | Rotterdam |                   |        |
| Speler met meeste wedstrijden | 29-01-2025 |                      |         |           | Koke              | 133    |
| Speler met meeste doelpunten  | 29-01-2025 |                      |         |           | Antoine Griezmann | 42     |

UEFA Club Ranking: 14 (07-07-2025)

## Bekende (oud-)Atleti

### Voorzitters
- Vicente Calderón
- Enrique Cerezo
- Jesús Gil y Gil

### Spelers
- Sergio Agüero
- Demetrio Albertini
- Julián Álvarez
- Luis Aragonés
- Fabricio Coloccini
- Cosmin Contra
- Diego Costa
- Thibaut Courtois
- David de Gea
- Rodrigo De Paul
- Memphis Depay
- Radamel Falcao
- João Félix
- Diego Forlán
- Quinton Fortune
- Paulo Futre
- Gárate
- Diego Godín
- Antoine Griezmann
- Jimmy Floyd Hasselbaink
- John Heitinga
- Vladimir Jugović
- Kiko
- Koke
- Marcos Llorente
- Álvaro Morata
- Saúl Ñíguez
- Jan Oblak
- Martin Petrov
- Rodri
- Hugo Sánchez
- Diego Simeone
- Luis Suárez
- Fernando Torres
- Arda Turan
- Juan Carlos Valerón
- Christian Vieri
- David Villa
- Axel Witsel

### Trainers
- Javier Aguirre
- Radomir Antić
- Luis Aragonés
- Helenio Herrera
- Claudio Ranieri
- Quique Sánchez Flores
- Diego Simeone
- José Villalonga
- Ricardo Zamora